# Atlantes (DC Comics)
Los Atlantes, (Atlanteans en inglés) de DC Comics son una sociedad ficticia de seres humanos acuáticos descendiente de dioses con etnias y culturas diversas, basada en el pueblo Atlante de la mitología griega. Los atlantes se dividen en varios subgrupos; los "Poseidonianos" (que constituyen la mayoría de los atlantes), los Tritonianos (pertenecientes a la ciudad de Tritonis) y los Idistas (atlantes similares a los Poseidonianos. Ellos poseen una mayor resistencia, fuerza y durabilidad que los seres humanos, así como la capacidad de respiración bajo el agua y algunos se comunican telepáticamente con la vida acuática.
Los Altantes han tenido numerosos y diversos gobernantes, siendo el dios del mar Poseidón su máximo regente, aunque este último solo se dedicaba a observar y ocasionalmente tomaba partido. Atlan fue el primer rey que tuvieron los Atlantes cuando estos estaban en la superficie, posterior a eso Orin tomó el mando como el segundo gobernante, otros de sus gobernantes fue Altanna descendiente de Orín y posteriormente lo haría Arthur Curry (Aquaman). Otros gobernantes fueron Arion o la Reina Clea
Los Atlantes viven mucho tiempo se dice que viven para siempre y otros dicen que solo viven 2000 años. 
Los atlantes evolucionaron dos grupos distintos, los cuales viven bajo el dominio del Rey de la Atlántida. Los Homo Magi también son descendientes de los Antiguos Atlantes. Entre los descendientes directos de los antiguos atlantes se encontraba una especie con pies, mientras que un grupo de meros descendientes tiene colas de pez. Los atlantes también provienen de Shayeris, un hogar aislado de un grupo de místicos y Xebel, un sitio penal atlante que estaba encerrada bajo el Triángulo de las Bermudas.
Los Atlantes han sido adaptados para la pantalla muchas veces, apareciendo en forma animada en La hora de la Aventura de Superman y Aquaman de 1967, en el programa relacionado los Súper amigos, en la Liga de la justicia de 2001, entre otros. Desde entonces han aparecido en diversas producciones animadas relacionadas principalmente con Aquaman, incluyendo papeles destacados como en Batman: The Brave and the Bold y Young Justice, así como en varias Películas animadas originales del Universo DC como Justice League: The Flashpoint Paradox (2013) y Justice League: Throne of Atlantis (2015). El actor Alan Ritchson interpretó el papel de Aquaman en el programa de televisión de acción en vivo Smallville. También Jason Momoa interpretó al personaje en la película Batman v Superman: Dawn of Justice (2016) y retoma su papel en el Universo extendido de DC incluyendo una película en solitario Aquaman en 2018. En Liga de la Justicia (2017) se muestra como los Atlantes, las Amazonas, los Dioses Olímpicos, los humanos y los Linternas Verdes se unen para luchar contra las fuerzas invasoras de Steppenwolf. En el videojuego DC Universe Online los Atlantes forman parte de la historia central del juego.

## Historia ficticia

### Origen
Los atlantes son una raza antigua que se había desarrollado en la tierra y que habitaban la ciudad de la Atlántida. El corazón de la civilización atlante hace milenios fue con Doce Cristales, siendo la fuente de este poder. Bajo la dirección de Orin "el Primero", la cúpula de Poseidonis fue considerada la ciudad más grande de la Atlántida. Shalako se opuso al proceso y dijo que había incurrido en la ira de la diosa Suula (diosa del cielo), pero la construcción continuó pasando largos meses donde las patrullas lo protegieron de las hordas. Poco después, la tierra fue devastada por un meteoro y muchos atlantes fueron asesinados. La fuerza de la cúpula mantuvo a Atlantis intacta y la ciudad se detuvo en el fondo del mar.
Posteriormente Shalako guiaría a sus seguidores a los túneles subterráneos que conectaban a Poseidonis con su ciudad hermana de Tritonis. Orin y sus seguidores buscarían sobrevivir ahora con su ciudad bajo el agua, por lo que crearon un suero que les permitió sobrevivir como seres acuáticos bajo el agua. Esto anunció una nueva era para su gente que fue a Tritonis para ofrecer este suero a los seguidores de Shalako. Shalako se negaría a afirmar que este fue el resultado de una ciencia maldita que enojó a los dioses, pero los seguidores de este deseaban el suero. Shalako enojada los llamó malditos y en secreto arrojó magia oscura para mutar a los seguidores suyos que tomaron el suero maldiciéndolos con patas de pez escamosas. Shalako culpó al suero de Orin por este efecto, pero su hijo Dardanus revelaría la traición de su padre. La gente de Tritonis comenzó a mutar lentamente con sus piernas fusionándose en colas gigantes convirtiéndose en una raza de Merpersonas que eran conocidos como Tritonianos. Esta raza estaban felices con las reglas implementadas por el rey Orin, pero debido a que el no podía estar en ambas ciudades (Tritonis y Poseidonis), se nombraría a un jefe entre los tritonianos para que gobernara en su lugar.
Siglos atrás, un grupo de descendientes de atlantes conocidos como Sher'hedeen, quienes supuestamente se dedicaban a rituales arcanos para obtener poder sobre los océanos e incluso los muertos. Cuando la Atlántida entró en un período de iluminación, la magia que adoraban los Sher'hedeen se fue por su cuenta cuando dejaron la ciudad y se instalaron en las negras profundidades. Había dos puestos avanzados de Atlantes con estos siendo Aurania y la su ciudad hermana Venturia. La Reina Clea era la gobernante del puesto avanzado de Venturia. Ella esclavizó a los hombres de su reino y se entretuvo matando a muchos en combates de gladiadores. Deseando una regla extendida, Clea atacó repetidamente a la ciudad hermana de Venturia, Aurania. A pesar de este fracaso, ella todavía desea conquistar todo el continente perdido de la Atlántida. Tiempo atrás, un grupo de atlantes crearon el Virus robótico "Trinity" una mujer con tres caras: "Tiempo", "Guerra" y "Caos", cada una de las cuales posee su propio poder, con el encargo de reiniciar Skartaris. Tras pasar el tiempo la Hermandad del mal trajo a esta nueva miembro, posteriormente Trinity fue incluida como miembro de Villainy Inc. por la Reina Clea, Clea robó el Tridente de Poseidón y lo usó para abrir un agujero dimensional en el mundo de Skartaris. Clea y su equipo se reunieron allí, y debido a sus poderes únicos fueron capaces de vencer a Travis Morgan (Warlord) y su hija hechicera Jennifer Morgan, tomando el control de la antigua ciudad de Shamballah. Mujer Maravilla siguió a Villainy, Inc. a Skartaris con la esperanza de dirigir a su gente contra ellos y liberarlos de la tiranía de Clea. Trinity se reveló luego con su propia agenda, mostrándose como un virus informático creado por los atlantes hace un milenio, Trinity se había descargado a la computadora principal controlando a todos en Skartaris, esperando "rebobinar" el tiempo y "restablecer" la dimensión ... Hasta que Mujer Maravilla la destruyó con el tridente de Poseidón.
Durante la crisis de Mageddon, Aquaman como rey y protector de la Atlántida reunió a más de quince mil estados submarinos para ayudar a sofocar el conflicto que surgió en este momento. Tras la desaparición de la Atlántida, el depuesto Venturian Queen Clea logró adquirir el Tridente de Poseidón y trató de redescubrir la legendaria ciudad. Para ayudarla, formó una nueva versión de Villainy, Inc. y buscó encontrar Atlantis solo para descubrir Skartaris. Incapaz de encontrar Atlantis, Clea decidió centrar su atención en los descendientes de los atlantes.

### Gamemnae
En el año 1043 aC, nació una niña en la Atlántida con la marca de Kordax que se mostró con su cabello rubio. Como su tradición, la niña llamada Gamemnae fue colocada en una canasta y fue llevada a la superficie con ella siendo golpeada por la historia como maldita por siempre. Sin embargo, la niña sobrevivió y creció hasta la edad adulta en los veintitrés años netos en los que aprendió una magia temible. Ella regresó a la Atlántida y levantó la ciudad sobre el océano una vez más. Con su poder, ella les dio a los atlantes la capacidad de respirar y les dio la opción de "sufrir catástrofes o permanecer en la superficie". Los que se negaron a seguirla no se transformaron y, por lo tanto, se ahogaron en el aire mientras Gamemnae se apoderaba de la Atlántida.

### Día de la Venganza
Durante el evento Day of Vengeance El Espectro destruyó la Atlántida de manera efectiva y provocó la muerte de miles de Atlantes con muchas de las clases dirigentes y la aristocracia gobernante.

### Los nuevos 52
Luego de los eventos de Flashpoint, los atlantes surgieron en la nueva línea de tiempo con una historia nueva. Su civilización creció millones de años después de la caída de la sociedad más antigua de Nan Madol. En la antigüedad, los Gigantes Oscuros que eran deidades oscuras de misterioso se aprovechaban de la humanidad a la que veían como bichos hasta que el hechicero Arion se levantaba y los sellaba detrás de la Puerta Blanca. Dejó reliquias que mantuvieron al mal contenido detrás de la barrera durante incontables años.
Atlan fue considerado el primer y más grande rey de la Atlántida que fue el arquitecto de su civilización cuando estaba en la superficie. Cuando la Atlántida gobernó la superficie, establecieron una colonia distante en la superficie que se conocía como Katangala con un viaje que se lograba a través de las puertas místicas del mundo. Un bien deseado era un alga marina que crecía en las costas de la Atlántida y que aumentaba la capacidad cerebral de los animales. Tal capacidad llevó a los atlantes a alimentar a las criaturas acuáticas, pero en Katangala lo usarían en los gorilas nativos que poblaron la zona. Las mentes de estos simios surgieron y se volvieron más capaces de llevarlos a ser relegados a una clase de sirvientes entre los atlantes. Con el tiempo, los simios llegaron a creer que eran más que iguales que sus amos.
A pesar de que las algas se mantenían alejadas de ellos, los gorilas habían alcanzado el más alto nivel de inteligencia entre los de su clase que se volvió permanente. Los atlantes llevaban a los simios al bosque y más tarde los perseguirían, pero fueron derrotados por sus antiguos sirvientes con un simio que hacía la comida de un general de la Atlántida. En este punto, los simios todavía eran una sociedad en desarrollo que no tenía lugar dentro de los bosques, no tenían un concepto de batalla organizada. Sin embargo, el gorila que consumió el cerebro del general atlante absorbió su conocimiento, lo que los llevó a desarrollar estrategias, tras lo cual tomaron Katangala y sus secretos. Entre los atlantes, muchos fueron asesinados por los simios, pero algunos lograron escapar a través de su portal y los gorilas no pudieron usar la entrada. Estos simios más tarde formarían su propio asentamiento que se conocería como Ciudad Gorila.
En algún momento, también descubrieron un reino llamado Pacifica, pero esta tierra estaba habitada por un elemental de fuego conocido como Karaku que obligó a los atlantes a abandonar cualquier plan para establecerse en esta área. Durante la batalla con Karaku, los atlantes levantaron al avatar-bestia Karaqan para luchar contra el elemental de fuego que fue derrotado y encarcelado en Pacifica que se separó del Maelstrom. Sin embargo, esto tuvo un costo ya que el Karaqan cayó en el mar del norte en un profundo sueño, pero la derrota de Karaku dejó a los Troles de Fuego sin líder, lo que les permitió caer ante los atlantes.
La guerra estalló entre los reinos de la Atlántida, que era parte del trabajo del Coven de Thule que era un grupo de hechiceros impulsados por esta lucha. Fue solo bajo la regencia del gran rey Atlan que hizo el conflicto con esto amenazando la base de poder del culto de Thule. Para evitar la derrota, escaparon y forjaron una nueva tierra en un reino diferente con esta tierra que se conoce como Thule cuyos habitantes sufrieron bajo el reinado de los reyes hechiceros. Durante el reinado de Atlan, la gente de Atlántida estaba en guerra con los habitantes del desierto hasta que se forjó una paz por la cual los desertores compartirían su poder de las arenas. El rey trataría de unir a todas las naciones de los mundos como lo había hecho Atlan con las antiguas tierras, lo que lo llevó a tener una mayor tolerancia con los de afuera al invitar a todas las personas a unirse a esta gran nación.
Fue en esta época que Orin, el hermano de Atlan, y su esposa comenzaron a liderar una secta que se oponía a la unidad con otras civilizaciones, ya que destruiría la cultura atlante. Como tal, encabezaría un intento de asesinato sobre el rey Atlan, que resultó herido y logró huir, pero su esposa Sala junto con sus hijos fueron asesinados. Esto forzó a Atlan a convertirse en un hombre perseguido con sus seguidores igualmente perseguidos. Como resultado, Atlan buscaría el conocimiento arcano de los desertores para forjar los seis Artefactos de la Atlántida que tomaron años para crear. El rey depuesto tomaría un voto de silencio y regresaría a la Atlántida donde mató a su hermano Orin y su esposa, y luchó contra sus seguidores donde rompió su voto pronunciando la palabra '¡morir!' y hundió su tridente en el suelo. Tal fue el poder del golpe que destrozó la Atlántida, causando que se hundiera en el mar, donde el 90% de la población fue asesinada. El hundimiento llevó a la formación de los Siete Reinos de la Atlántida, con cuatro de ellos perdidos y los sobrevivientes cada uno evolucionando bajo el océano en nuevas formas. Entre estos se encontraban los atlantes, los habitantes exiliados de Xebel y las bestias Trench.
Alrededor de este tiempo, el reino de Thule comenzó a impactar en la Tierra una vez más amenazando con consumirla en su oscuridad. Durante este tiempo, Aquaman consultó al dios Poseidón por conocimiento sobre la amenaza del otro reino. Aquaman buscó liberar a la gente de Thule antes de que fuera forzado a destruir ese reino y fue bendecido con el poder de Poseidón. Sin que él lo supiera, los agentes de Thule habían utilizado la magia para hacer que Sirena apareciera como su hermana Mera y la usaron para convertir la Atlántida contra Aquaman. En un esfuerzo por forjar mejores lazos con la superficie, la Atlántida estableció la estación Spindrift que iba a ser una embajada atlante para reunirse con el resto de la humanidad con Mera a cargo de esta misión diplomática.

### DC Renacimiento
Tras el cambio en DC: Renacimiento con un punto de enfoque para recuperar el legado y las relaciones que tenía Aquaman, el escritor Dan Abnett, quien se había hecho cargo del título con los tres últimos números en The New 52, continúa la estela que Johns dejó en la serie y se marca un número donde pone especial cuidado en reiterarnos el conflicto que hay a nivel interno en Atlántida. Los inicios de la nueva serie se centran en el papel de Aquaman como rey y diplomático, con Arthur tratando de fortalecer las relaciones de la superficie del Atlantis mediante la apertura de una embajada atlante en Amnistía Bay. La serie se atiene en gran parte al elenco principal de la serie The New 52 que consiste en Aquaman, Mera y Manta Negra, mientras que también da cuerpo a personajes y atlantes olvidados como Murk, Tula (Aquagirl), Black Jack y más.

## Descripción
Tras siglos de vida bajo el mar muchos atlantes experimentaron mutaciones y bioadaptaciones como resultado de que se los considerara rasgos indeseables. Estos miembros fueron discriminados con algunos que no los consideraban verdaderos atlantes y debido a sus formas se los conocía como sangre manchada. Los atlantes, son diferentes a los "Mermen" o "Mer-personas", que son las especies nativas del continente de Atlantis.

### Divisiones y especies
- Poseidonianos: estos constituyen la mayoría de todos los Atlantes, ellos residen en la ciudad/estado de Poseidón. Los atlantes pre-cataclísmicos (antes del hundimiento de la Atlántida) eran esencialmente humanos, pero después de que esta se hundiera, se vieron obligados a adaptarse a vivir bajo el mar. Un suero especial les dio características anfibias, pero después de unos pocos años, estos perdieron su capacidad de procesar oxígeno por medios normales convirtiéndose en una raza de personas totalmente acuáticas. Un Poseidoniano (y la mayoría de los otros Atlantes) solo pueden sobrevivir fuera del agua hasta por una hora antes de que puedan reponerse en el mar. Los Poseidonianos fueron considerados un retroceso evolutivo por los mer-personas.[30][29]

- Tritonianos: hace 10.000 años, un grupo de Poseidonianos decidió marcharse de su ciudad natal, estableciendo en la Tritonis, ellos eran seguidores del mago Shalako y, como tales, se hicieron conocidos como shalakitas. Shalako maldijo a sus seguidores después de lo que sintió fue una gran traición, haciendo que los cuerpos de estos evolucionaran en Mer-personas[29] con colas de pez pero que solían ser un grupo supersticioso.[30] Se los consideraba como un pueblo presumido de autosuficiencia cuyos cuerpos mutados por la magia oscura les permitía nadar mucho más rápido y mejor que otros atlantes.[9]

- Idistas: Los idistas eran otro subgrupo de atlantes con rasgos humanoides, similares a los del vecino Poseidonis. Ellos eran personas supersticiosas y excluyeron a aquellos que nacieron con ciertas anormalidades (como los ojos morados). El primer Aqualand conocido como Garth/Tempest fue uno de los idistas.[29]

- Acechadores: humanoides de piel azul muy diferentes de los otros atlantes que vivieron durante siglos.[31]

- Neos: humanoides coloides que tiene cabeza de calamar que podían emitir una nube de tinta y que vivía en Dyss hasta que ya no podían servir a la Iglesia Profunda, tras lo cual fueron a forjar su propia ciudad de Neos mientras los ciudadanos libres utilizaban unas vías conocidas como escotillas para un movimiento rápido.[32]

- Thulianas: Atlantes que fueron llevados por el Coven de Thule a otro reino donde podían gobernar antes de ser devueltos a la Tierra cuando Thule comenzó a invadir el mundo normal nuevamente.[24]

### Costumbres y tradiciones
Muchas tribus atlantes tenían sus propios acentos y dominios distintivos. Como cultura antigua, se habían dedicado a un modo de vida determinado durante miles de años al ser criados en ellas. Por lo tanto, todos los atlantes se criaron de acuerdo con códigos formales complejos y antiguas tradiciones. Una costumbre entre su gente era desposar a una princesa con un capitán naval para mantener unidos a la realeza y al ejército. En la Atlántida, no era raro tener múltiples esposas particularmente entre la nobleza. En el duodécimo cumpleaños de un niño, los jóvenes atlantes pasaron por su "Meritunus", que era una celebración de la ascensión de los adolescentes. Una de sus tradiciones exigía que el prometido del gobernante tuviese que someterse a una serie de juicios rituales ceremoniales para determinar su valía para casarse con la dinastía Atlante.

### Deidades
Los Atlantes a lo largo de toda su historia, han tenido una serie de deidades y figuras adoradas por ellos, estos dioses de la antigua Atlántida son un triunvirato de seres poderosos que gobiernan la tierra, el agua y el cielo. Aps es el dios de la tierra, Suula es el dios femenino del cielo, y Pallais es el dios femenino del agua. Además de las deidades regulares, también hay Dioses Oscuros cuyos poderes solo son requeridos en tiempos de extrema necesidad. Estos dioses son: 
- Pallais: la diosa del mar.[7]

- Suula: la diosa del cielo que se dice que adoraba a los niños.[7]

- Poseidón: dios griego del mar adorado por los atlantes,[24] aunque ninguno creía en él en la actualidad.[39]

- Neptuno: el dios romano del mar. Los dioses romanos eran avatares de los Dioses del Olimpo, creados para promover su influencia en el Lacio. Neptuno fue el avatar de Poseidón.

- Ilena: diosa sirena adorada por los atlantes, dedicando un santuario en honor a ella llamado el Templo de Ilena.[40]

- Aps: es el dios masculino de la tierra.

- The Dark Gods (los dioses oscuros): dioses poderosas de magia negra. Aquaman les pide que salven a la Atlántida de la ira de El Espectro, a cambio se transforma en el habitante de las profundidades.[2]

- Ceto: era la diosa de los océanos. Ella se enamoró de la criatura marina Forcis, de esta unión nacen monstruos como dragones, serpientes marinas, brujas, Medusa, entre muchas otras criaturas. Zeus ve como abominaciones a los hijos de la diosa por lo que le ordena a las Amazonas que los destruyan o aprisionen.[41][42]

- Pontus[41]

- Calculhah: una fuerza de bien[2]

- Majistra: una fuerza del mal[2]

Una criatura ficticia perteneciente a sus creencias era un hombre de saco que era una gran bestia con garras conocida como Nykus. Se consideró una fábula sobre una criatura que desollaba a sus víctimas con coral y usaba sus pieles. El mito atlante hablaba del fin del mundo con este evento llamado el Diluvio que destruiría el mundo de la superficie y la Atlántida. Como una cultura antigua, la política atlante se regía por el linaje, el patrimonio y la tradición compleja.

### Gobierno
El gobierno de los Atlantes era gestionado por el "Consejo Soberano Atlante", otro grupo asesor fue el Consejo Real Atlante que se encargaba de asesorar y aconsejar al gobernante de Atlantis. Los consultores, asesores y funcionarios del gobierno eran referidos como Ancianos que dominaban diferentes áreas de la gestión, como la ciencia o la ley. Se esperaba que la realeza aprendieran sobre diplomacia y hablaran constantemente con figuras del estado. Dentro de la sociedad atlante se existieron una serie de divisiones sociales conocidos como Trides. También el Noveno Umbral o Novena Casa de la Atlántida fue considerada social y literalmente en el sector más bajo de la jerarquía. Los miembros de la Novena tríada se referían a sí mismos como Hadalin que era un término atlante para los organismos que se alimentaban desde el fondo del océano. Este término no era usada como insulto, ya que estas criaturas eran vistas como animales nobles que mantenían el mar limpio.
Entre los dictámenes más sagradas dentro de la Atlántida estaba la viudez, que consistía en mujeres atlantes que habían perdido hijos o esposos al servicio de la Atlántida. Se los consideraba un grupo ilustrado que operaba como madres espirituales en la ciudad, lo que inducía a los prometidos del monarca a la sabiduría y las tradiciones de la Atlántida.

### Cultura
Hubo varios grupos dentro de la civilización Atlante. Entre ellos figuraban los Cultos Nudibra, que a veces intercambiaban veneno fermentado de la espina dorsal a cambio de la escasa médula de Narwhal o de las Tribus Perlas que apreciaban los klarps. Hubo un culto a los espías cambiaformas conocidos como los Shifters quienes eran maestros del engaño y las ilusiones porque se creía que habían sido destruidos hace mucho tiempo por los Reyes hechiceros. Un gremio separado dentro de su sociedad era la escuela silenciosa que tenía adeptos expertos en las artes de la magia. También estaba el Gremio de Artesanos que usaba la manipulación en forma de coral para hacer crecer rápidamente las estructuras. Una célula terrorista conocida como el Diluvio consistía en atlantes que eran ferozmente xenófobos y veían a las naciones humanas de la superficie como contaminación que necesitaba ser limpiada. Como tal, se opusieron a cualquier contacto con el mundo de la superficie.

### Lenguaje
Los atlantes tenían un idioma propio, aunque estos se desprendieron hace milenios de la gente de la superficie (de los humanos) estos hablaban y entendían perfectamente su idioma, también podían comunicarse en un idioma propio con los animales y bestias marinas. En su lenguaje, había numerosas palabras y terminología una de las cuales era:
- Molwark: palabra para un pez rebelde que desobedeció al resto del cardumen.[53]

### Ejército, tecnología y armas
La tecnología atlante era mucho más avanzada que la de la humanidad. Los Atlantes construyeron supercomputadoras que funcionaban como sistema nervioso y extraían fuentes de energía que mantenían todo un continente. Tales conocimientos eran enormes y tenían una personalidad que buscaba defenderse. La tecnología de guerra Atlanteana hizo uso de armas de plásmidos, otra arma era un trabuco sónico atlante que era poderoso y tenía varios usos en batalla. Poseían la tecnología que permitía a la Atlántida generar maremotos y oleadas oceánicas. Los artesanos de alto nivel esencialmente cultivaron sus edificios usando un ensamblaje bio-orgánico con unidades de fabricación capaces de crear una construcción en el lapso de ocho horas. Esto fue a través del uso de la construcción de hipercrecimiento malacolite que era una forma de coral utilizado para construir edificios.
En tiempos de guerra, hicieron uso de una gama de bestias de guerra que fueron llamados al campo de batalla para ayudarlos en el combate. Entre estos se incluye un gran sable de tipo cocodrilo, otra criatura de las profundidades era el gigantesco octágono de múltiples tentáculos. Ellos también utilizaban el veneno de Stagfish que era una forma rara de toxina Atlante que era mortal para los humanos como una forma de arma biológica para la guerra.
En el ejército, había formidables divisiones guerreras como la Guardia Real y la Deriva. La deriva era una unidad de fuerzas especiales en las fuerzas armadas de la Atlántida que estaba separada de la flota, este grupo no solo era hábil en las operaciones de combate, sino también en la evasión de sus enemigos.
Una forma de arma cuerpo a cuerpo utilizada eran las espadas de guerra de la Atlántida, algunas de las cuales databan de la quinta dinastía y se consideraban excelentes espadas. Tales espadas eran reliquias invaluables que ningún atlante dejaría atrás en el campo de batalla. Los bombarderos submarinos de la Atlántida Real eran otra nave en sus flotas con estos teletransportadores. Una clase de embarcaciones oceánicas fueron los Ichthys, otro fue el de los destructores siniestrados de la clase "Furia marina".
Dentro de su armamentos se encontraba los magíster, quienes sabían de poderosos hechizos que estaban ocultos del mundo, de entre ellos se encontraba la Corona de espinas que estaba hechizada y que podía crear espinas místicas que podrían ascender y rodear un lugar para sellar una ubicación del resto del planeta. Se podría usar para proteger una ciudad y evitar que las personas escapen o que los enemigos ataquen. Otra reliquia de su antigua civilización fueron las monedas del zodiaco que contenían los doce poderes del zodiaco construidas junto con una estatua. Los portadores de una moneda fueron capaces de transformarse místicamente en la criatura de la reliquia que adquirió sus poderes y fortalezas.

## Atlantes notables

### Pre-crisis
- Garth: compañero adolescente de Aquaman, Garth fue conocido como Tempest, posteriormente comenzaría su vida como Aqualad. El era el príncipe de los Idilistas, una colonia de atlantes que se asentaron en el Valle Oculto hace 4.000 años.[64]

- Tula: fue la segunda Aquagirl, una novia de Garth.[65]

- Atlena: era una científica atlante de la época cuando la Atlántida se hundió, ella quería salvar el continente creando un dispositivo para cambiar la tierra a una dimensión de limbo llamada Mar de los Sargazos, pero en su lugar quedó atrapada en ella.[66]

- Atlanna: nación en la Atlántida mucho antes de que esta se hundiera bajo el océano, ella era ciudadana bajo el mandato de Arion, el Señor de la Atlántida.[67]

- Vulko: el asesor científico principal de Atlántida, además de ser su figura política y académica más notoria.[68]

- Arion: hace medio milenio los dioses atlantes produjeron un poderoso hechicero, él se crio para ser un Señor del Orden.[2] Fue uno de los reyes de la Atlántida y un poderoso Homo magi de la nobleza de la Atlántida.[69]

- Calculha: era uno de los primeros y más poderosos magos que existieron en la Atlántida.[70]

- Reina Clea: una mujer que fue la reina destronada del puesto avanzado de Atlante Venturia.[54]

- Makaira: una mujer atlante bípeda de cabello negro que sirvió como asistente y ayudante.[71]

- Groxo: un criminal que inventó un rayo de crecimiento que convirtió a Jimmy Olsen en un hombre tortuga gigante.[72]

- At-Phazel: un antiguo mago que vivió antes del hundimiento de la Atlántida, donde se dedicó a las artes negras con él creando una estatua junto con doce monedas que le dieron el poder de tomar cada forma del Zodíaco.[63]

- Milo: habitante de la Atlántida antes de su hundimiento, el predijo una gran inundación y creó un arca que se asemeja a un tarro gigante que se salvó junto con su familia y amigos cuando Atlantis se hundió.[73]

- Nargo: un hombre que era descrito como el genio más grande de toda la Atlántida llamado el Cerebro que sobrevivió en una pieza de Atlántida con sus seguidores, donde continuó viviendo hasta la Edad Moderna. Poseía poderosas habilidades telepáticas .[74]

- Thaumar Dhai: un atlante que vivió hace 12,000 años donde fue el más poderoso de los hechiceros de la Atlántida y ejerció seis poderosos talismanes.[75]

- Gamemnae: líder de la Atlántida durante la edad obsidiana además de ser el líder de la Liga de los Antiguos. Gamemnae esclavizó a su propia gente durante 15 años antes de que la Liga de la Justicia pudiera encontrarlos y liberarlos.

- Orin: el rey de la Atlántida cuando la ciudad cayó por primera vez en el océano. Aquaman lleva su nombre.

- Thorne: científico que desarrolló un suero para permitir a los atlantes respirar bajo el agua.

- Garn Daanuth: Hermano malvado de Arion.[2]

- El tejedor: un místico de la antigua Atlántida que desafió al poderoso Arion.

- Lori Lemaris: amiga de la infancia de Clark Kent.

- Lenora Lemaris: hermana de Lori Lemaris.

- Ronno (Mer-Boy): atlante amigo de la Mujer Maravilla.

### Post-crisis
- Atlan: era uno de los tres hijos del rey Honsu de la Atlántida y su reina Lorelei. Su pelo se volvió rubio con el tiempo por lo que se pensó, que llevaba la maldición de Kordx el destructor, fue desterrado y después de mucho regresó hablando de la vida en la superficie.[76]

- Albart de Ancinar: fue el primer cronista de Atlantis Chronicles. Sus textos siempre mostraban a Orin como un Rey no muy astuto en lugar de su hermano Shalako, quien en sus propias palabras, era "el verdadero héroe".[77]

- Alloroc: era el hombre más rico de Atlantis, padre de Bazil y amigo del rey Orin.[78]

- Bazil: era el hijo de Alloroc.

- Reina Cora: era la princesa de la corona y la hija del rey Orin el Primero y la Reina Narmea.[79]

- Narmea: era única esposa del rey Orin de Atlantis. Rajar, predijo que era poco probable que ella tuviera hijos, poco después ella anuncio estar embarazada de la Princesa Cora.[80]

- Dardanus: era el hijo de Shalako y sobrino de Orin I, gobernante de la Atlántida durante el hundimiento del continente en 9.600 A.C.[81]

- Fiona: ella fue una reina de la Atlántida.

- Thesily: También se lo conocía como Thesily el no preparado.[82]

- Juvour: un monarca anterior al que Vulko servía y era conocido como Juvour el bueno.[82]

- Jonar: era el hijo de ocho años de Anigar Kalva que se convirtió en un refugiado después de la destrucción de la Atlántida.[83]

- Jesset Clesion: hombre que fue el agente comercial debidamente designado y el emisario del trono de la Atlántida en el Mar del Coral.[50]

- Juriti: un miembro del Mer que buscó a Arthur Curry (Aquaman) después de que derrotó a los Aurati Raiders para llevarlo ante Mera.[84]

- Tejaia: una sirena que sedujo a Arthur Curry (Aquaman) con la intención de matarlo.[18]

- Raroq: un almirante que comandó el destructor submarino atlante "Leviatan" que apoyó a Aquaman cuando el Sindicato del crimen invadió la Tierra primaria.[85]

- Loska: era un miembro leal del Consejo Real de la Atlántida.

- Felua: una científica atlante que fue seducida por el Joker.[47]

- Piscator: era una atlante renegado perteneciente a la organización terrorista Onslaught.[86]

- Krano: era un Lord Atlante que sirvió como mediador en el conflicto entre Rhapastania y Turquía que tenía relaciones económicas con la Atlántida.[87]

- Honsu: Abuelo de Aquaman, Honsu fue el rey de la Atlántida hace siglos, el intento conquistar el mundo de la superficie pero fallo.[88]

- Kraken era el hijo mayor del rey Honsu y la reina Lorele.[89]

- Haumond: fue el tercer y último hijo del rey Honsu y la reina Lorelei.[90]

- La reina Lorelei: era la reina de la Atlántida, era la misteriosa esposa del rey Honsu el conquistador y madre de Kraken, Atlan y Haumond.[91][92]

- Kordax: ancestro criminal antiguo de Aquaman.[2]

- Shalako: hermano del rey Orin, fundador de Tritonis y creador de los Mergente.

- Rey Iqula: el regente de Tritonis.

- Letifos: miembro de una raza de atlantes con aletas de tiburón conocida como los Sher'hedeen.

- Reina Sona: esposa del Rey Iqula.

- Ronal: Sanador de Tritonis y amigo de Lori Lemaris.

- Sheeva: una sirena tritoniana de Poseidonis y amiga de Blubber y Lagoon Boy.

## En otros medios

### Televisión

#### Animado
- En la serie animada The Superman/Aquaman Hour of Adventure la Atlántida apareció como una ciudad en el fondo del mar poblada por atlantes y gobernada por Aquaman, que era el soberano de los siete mares. Durante la antigüedad, se reveló en el episodio "The Return of Nepto", una raza de gigantes de estilo vikingo submarino que alguna vez vivió bajo el agua, siendo su líder un barbudo rojo llamado Nepto que alguna vez fue un tirano en la Atlántida. Sin embargo, por medios desconocidos, junto con sus tres guerreros cayó en un profundo sueño por un volcán hasta el día en que fueron despertados y derrotados por Aquaman. En "The Rampaging Reptile-Men", los atlantes habían establecido una estación de energía para alimentar la energía de la Atlántida hasta que fue saboteada por los malvados Reptile-Men que intentaron conquistar la ciudad hasta que Aquaman y Aqualad los sellaron en su cueva. El episodio "Vassa - Queen of the Mermen" introdujo una raza de Mermen de piel verde liderada por la Reina Vassa que había construido naves robóticas de ballenas que lanzó para destruir la Atlántida solo para que sus fuerzas fueran derrotadas por Aquaman.[93]

- En la serie Liga de la justicia, los atlantes hicieron una serie de apariciones a través del espectáculo en el que estaban vinculados a Aquaman. El episodio "The Terror Beyond" mostró que en la antigüedad su civilización se basaba en la superficie en la que el rey Poseidón los dirigía. Durante este tiempo, su gente fue atacada por seres de otras dimensiones conocidos como los Antiguos que fueron dirigidos por Icthultu. Para derrotarlos, el Rey Poseidón invocó toda la energía mística en la Tierra para crear un poderoso tridente que usó para desterrar a los Antiguos de regreso a su reino. Sin embargo, esto se produjo a costa de la magia que mantuvo a flote a la Atlántida causando que se hundiera bajo el océano, donde con el tiempo se convirtieron en atlantes acuáticos. En el episodio "The Enemy Below", una conspiración secreta en Atlantis se basó en la deposición de Aquaman que estaba encabezada por Orm el hermano de Aquaman, el contrató al asesino llamado Deadshot para que eliminara a Aquaman. Después de que su plan fue descubierto, Orm secuestró a su sobrino para forzar la cooperación de la Reina Mera y robó plutonio de un submarino de los Estados Unidos para usarlo para armar un dispositivo apocalíptico para derretir los casquetes polares, pero fue derrotado por la Liga de la Justicia con lo cual Aquaman fue restaurado al trono.

- En la serie Los jóvenes titanes, los atlantes hicieron apariciones menores en el episodio "Deep Six", donde los únicos representantes que se vieron fueron Aqualad, Tramm y Trident. Se decía que mantenían un perfil bajo y mantenían su existencia oculta del resto del mundo. Trident era un delincuente conocido entre los de su clase que buscaban conquistar la Atlántida y más tarde el mundo. Después de atacar a numerosos buques de transporte, robó químicos que utilizó para replicarse a sí mismo con el fin de lograr su objetivo. Aqualad ayudaría a los jóvenes titanes e hizo que su amigo Tramm reparara su embarcación después de que se dañó en una pelea con Trident.

- En Young Justice, los atlantes fueron representados principalmente en el equipo por Aqualad con Aquaman siendo el rey de la Atlántida. El episodio "Downtime" proporcionó una mirada más profunda a su gente que tenía una variedad de formas que van desde el aspecto humano con las manos palmeadas, otros que eran mer-personas que tenían cola de pez, otros que tenían formas de escala verde y algunos que tenía cabezas de cefalópodos.

### Películas

#### Acción real
- En la película de acción en vivo Liga de la Justicia de 2017, se muestra durante una historia Flashback contada por la Mujer Maravilla a Batman, que hace mucho tiempo los Atlantes vivían en la superficie donde se encontraban entre los ejércitos de la Tierra que se juntaron hace miles de años para luchar contra uno de los dioses de Apokolips Steppenwolf. Estuvieron de pie junto a los antiguos dioses, las amazonas y los linternas verdes, mientras buscaban luchar contra las hordas de Parademonios. Steppenwolf fue derrotado y obligado a retirarse, lo que lo llevó a abandonar sus tres Cajas Madres en el planeta. Una de las cajas fue dejada al cuidado de los Atlantes, donde la mantuvieron en un templo que luego se hundió bajo el océano a medida que se convirtieron en una civilización acuática. En algún momento después, se observó que los atlantes habían participado en una guerra con las amazonas que se convirtió en una fuente de amargura entre las dos partes. Los atlantes más tarde se involucraron en una guerra civil bajo el reinado de la reina Atlanna con Mera siendo salvada y llevada al cuidado del monarca. Steppenwolf fue traído a la Tierra por las cajas a través de un tubo de luz donde trató de recuperar las reliquias, atacando posteriormente el templo Atlante donde masacró a los guardias atlantes tomando la caja madre.
- En la película de acción en vivo Aquaman de 2018, se muestra a todos los atlanteanos en un coliseo donde el Rey Orm se enfrenta a Arthur Curry a un duelo a muerte llamado el Anillo de Fuego. Desconfiados de los habitantes de la superficie, la mayoría de los atlantes presentes expresaron su apoyo a Orm y su disgusto por Arthur, antes de ver a Mera, quién traiciona al reino en detener a Orm y salvar a Arthur. Del mismo modo, un gran número de atlantes estuvieron presentes en la Batalla de los Brine, donde presenciaron a Arthur empuñar el Tridente de Atlan y reclamar el trono como el verdadero heredero de Atlantis.

#### Animado
- Los atlantes aparecen el la película Justice League: The Flashpoint Paradox, como una adaptación de la historia del cómic Flashpoint. Dentro de esta línea de tiempo, los atlantes fueron liderados por Aquaman que salvó la vida de la Mujer Maravilla después de que casi se ahoga en el océano a las afueras de Temiscira. Como resultado de este encuentro, las Amazonas y los Atlantes deberían unir sus reinos para convertirse en una fuerza combinada en el mundo al casarse Aquaman con Mujer Maravilla. Mera, que estaba enamorada de Aquaman, atacó a la Mujer Maravilla, pero el la lucha Diana decapó a la Atlante. Como resultado de su muerte, Aquaman se angustió y declaró la guerra a las amazonas que vieron a Temiscira hundirse bajo el océano, pero no antes de que las amazonas huyeran. Esto hizo que la guerra de la Atlántida y las Amazonas continuara en la tierra con Aquaman capturando al Capitán Átomo para alimentar una máquina de terremotos con la visión de destruir el imperio de la Mujer Maravilla ahora con sede en Inglaterra. Durante su viaje, los atlantes se encontrarían con un barco tripulado por Lex Luthor y Deathstroke que fueron abrumados y asesinados. Después, la batalla final estallaría en Londres entre los Atlantes y las Amazonas, quienes enfrentaron grandes bajas cuando el emperador Aquaman fue asesinado por la Mujer Maravilla. Flash (Barry Allen) retrocedería en el tiempo para evitar esta línea de tiempo y devolver la realidad a la normalidad.[94]

- En la película Justice League: Throne of Atlantis, los atlantes hacen una aparición donde se demostró que eran un pueblo acuático cuyo reino de la Atlántida hace mucho tiempo estuvo debajo del océano, pero el poder del tridente mágico de su rey les permitió sobrevivir en su nuevo entorno. Los atlantes se convirtieron en un mito, ya que trataron de ocultar su existencia del mundo de la superficie con sellos mágicos que les impedían ser detectados, incluso las Amazonas de Temiscira solo contaban historias de la gente de Atlántida. Su reino se enfrentó a un momento turbulento como resultado de la invasión de Darkseid (evento ocurrido durante la película Justice League: War), que llevó a la muerte de su rey, dejando a su esposa Atlanna como soberana gobernante de su civilización submarina. Defendería la coexistencia con la humanidad, pero su hijo segundo, Orm, deseaba la guerra para conquistar la superficie. Finalmente, Atlanna creyó que su primogénito Arthur Curry (Aquaman), nacido entre ella y un humano, unificaría Atlantis con el resto del mundo. Con ese fin, ella envió a su guardia a Mera para encontrar a Arthur Curry, pero en secreto Orm envió a sus agentes a asesinarlo mientras que su guardaespaldas Manta Negra usaba un submarino holográfico humano para atacar las afueras de la Atlántida. Tenía la intención de utilizar una provocación para la guerra, pero Atlanna vio a través de la artimaña, aunque finalmente Orm la asesinó donde culpó a los habitantes de la superficie. Orm derrotaría a su medio hermano Arthur Curry, Mera y la Liga de la Justicia, enviando al ejército a exterminar a la humanidad comenzando con Metrópolis. La Liga se opuso a ellos, Cyborg reveló una grabación de Orm confesando el asesinato, lo que provocó que su ejército detuviera la guerra mientras Arthur derrotaba a su medio hermano. Él reclamaría el tridente y sería aceptado como el nuevo rey de la Atlántida, poniendo así fin a las hostilidades para unificar los dos mundos.[95]

### Videojuegos
- En el juego DC Universe Online, los atlantes aparecen como una de las facciones que residieron en la tierra y estuvieron activos durante la invasión del planeta por parte de Brainiac. Los héroes fueron llamados para ayudar a los civiles atacados por los atlantes en Metrópolis con estos que reclaman la guerra en nombre de Aquaman y Mera. Estos atlantes consistían en Tiger sharks, Kitefin, Cancer Mako y además de otros, donde más tarde se reveló que habían sido engañados para librar una guerra contra el mundo de la superficie cuando Circe se disfrazó como la Reina Mera que encantó a Arthur para crear hostilidades.

- En Injustice: Dioses entre nosotros, los atlantes dirigidos por un implacable Aquaman de una tierra paralela que estaba dominada por el régimen de Tierra 1 dirigido por un dictador Superman. Estos atlantes se mostraron como sus aliados en la aplicación de su dominio sobre el mundo cuando los héroes de la Tierra regular llegaron a él.